# Sebekhotep I
Jaanjra Sebekhotep, o Sebekhotep I (II, III, IV, o V), fue un faraón de la dinastía XIII de Egipto, que gobernó de c. 1741-1739 a. C. (Schneider). 
Su reinado duró unos tres años (Ryholt)
En el Canon Real de Turín figura como Sebek...p ra, en el registro VI.15.
Su nombre de Trono fue Jaanjra "Resplandor viviente de Ra" y el nombre de Nacimiento Sebekhotep "Sobek está satisfecho". 

## Testimonios de su época
El nombre de este soberano está inscrito en:
- La Sala de antepasados de Karnak
- Los restos de una pequeña capilla, dedicada a Osiris, procedente de Abidos
- Relieve con el cartucho del faraón proveniente de Abidos (Louvre)
- Un pedestal de una estatua
- Un fragmento de una columna, UC14411 (Museo Petrie)
- Papiro Leiden C13

## Titulatura
| Titulatura | Jeroglífico | Transliteración (transcripción) - traducción - (referencias) |

| G5 |

| G5 |

| F36 | N18 · N18 · N23 · N23 |

| F36 | N18 · N18 · N23 · N23 |

| F36 | N18 · N18 · N23 · N23 |

| F36 | N18 · N18 · N23 · N23 |

| G5 |

| G5 |

| F36 | N18 · N18 · N23 · N23 |

| F36 | N18 · N18 · N23 · N23 |

| F36 | N18 · N18 · N23 · N23 |

| F36 | N18 · N18 · N23 · N23 |

| G16 |

| G16 |

| R11 | R11 | N28 · D36 · Z2s |

| R11 | R11 | N28 · D36 · Z2s |

| G16 |

| G16 |

| R11 | R11 | N28 · D36 · Z2s |

| R11 | R11 | N28 · D36 · Z2s |

| G8 |

| G8 |

| D28 · Z2s | R8A |

| D28 · Z2s | R8A |

| G8 |

| G8 |

| D28 · Z2s | R8A |

| D28 · Z2s | R8A |

| N5 | N28 | S34 |

| N5 | N28 | S34 |

| N5 | N28 | S34 |

| N5 | N28 | S34 |

| N5 | N28 | S34 |

| N5 | N28 | S34 |

| N5 | N28 | S34 |

| N5 | N28 | S34 |

| N5 | N28 | S34 |

| N5 | N28 | S34 |

| N5 | N28 | S34 |

| N5 | N28 | S34 |

| N5 | N28 | S34 |

| N5 | N28 | S34 |

| N5 | N28 | S34 |

| N5 | N28 | S34 |

| I4 | R4 · t · p |

| I4 | R4 · t · p |

| I4 | R4 · t · p |

| I4 | R4 · t · p |

| I4 | R4 · t · p |

| I4 | R4 · t · p |

| I4 | R4 · t · p |

| I4 | R4 · t · p |

| I4 | R4 · t · p |

| I4 | R4 · t · p |

| I4 | R4 · t · p |

| I4 | R4 · t · p |

| I4 | R4 · t · p |

| I4 | R4 · t · p |

| I4 | R4 · t · p |

| I4 | R4 · t · p |

## Nota
1. ↑  Ver la nota aclaratoria

## Nota aclaratoria
Esta página trata de Jaanjra Sebekhotep
- La aparente simplicidad al denominar a los faraones con un solo nombre, más su número ordinal (por ejemplo: Sebekhotep I), lleva a la paradoja de no saber de quien se trata, pues hubo varios Sebekhotep y los historiadores, egiptólogos y arqueólogos no se ponen de acuerdo en ocasiones. Esto ocurre con otros faraones, como varios Ptolomeos, Pepis, etc
- En otros textos se le denomina Sobekhotep II, III, IV, o V.